# Gaby Vallejo Canedo
Gaby Vallejo Canedo (Cochabamba, 24 de septiembre de 1941-Cochabamba, 20 de enero de 2024) fue una escritora boliviana, pedagoga y docente universitaria. Con alrededor de 47 obras publicadas hasta 2018, Vallejo incursionó en diferentes géneros narrativos, como la novela y el cuento infantil.

## Biografía
Nació el 24 de septiembre de 1941 en la ciudad de Cochabamba, Bolivia. Estudió en el Instituto Normal Católico de Cochabamba obteniendo el título de profesora de Literatura. 
Fue profesora de Literatura y Lenguaje y Licenciada en Ciencias de la Educación, en la Universidad Mayor San Simón (UMSS), Postgrado en Literaturas Hispanoamericanas en el Instituto Caro y Cuervo de Bogotá. Desempeñó muchos cargos en instituciones relacionadas con la literatura. Presidente por varias gestiones de la Unión Nacional de Poetas y Escritores-Bolivia. Presidente por varias gestiones del PEN o Asociación Mundial de Escritores, Filial Bolivia. Presidente Honoraria de la Sociedad Boliviana de Escritores. Miembro de Número de la Academia Boliviana de la Lengua.

### Biblioteca Turuchapitas
Además de su prolífica carrera literaria, Gaby Vallejo fue cofundadora de la Biblioteca Infantil Th'uruchapitas, un espacio vital para el desarrollo educativo y cultural de niños y jóvenes en Cochabamba, legado que perdurará a través de las numerosas iniciativas que lideró, como Libros en las Plazas y Festivales de Cuenta-cuentos.
El periodista Wilson García Mérida, destacado entre sus mejores discípulos, explicó el origen del nombre que lleva la Biblioteca Infantil creada por Vallejo:

Los niños en quienes la maestra escritora pensó al momento de gestar su narrativa infantil, están simbolizados por esos pequeños hijos de campesinos del valle y de las punas que tienen la carita curtida por el beso del viento y quemada por el sol altiplánico. Sus mejillas 'chapositas' llevan un rosado color barro que intensifica la mirada inocente de sus ojos negros. En lengua quechua se los llama 'th’uruchapitas', algo así como 'mejillitas embarradas'. Esas tiernas mejillas de barro, según explica la maestra en sus propias palabras: 'es lo que tienen los niños pobres en la cara, resultado del viento, la tierra, el frío, el sol del altiplano, que no se lava con nada'.

### Docencia
Fue docente en la Universidad Mayor de San Simón durante 18 años.

### Academia Boliviana de la Lengua
A partir de 2001, fue parte de la Academia Boliviana de la Lengua, ocupando el puesto H, y siendo académica de número.

## Fallecimiento
A causa de un infarto cardiaco, falleció el 20 de enero de 2024 a los 82 años. En el velorio su hija Grissel Bolívar dijo:

Ella deja un vacío muy grande, pero al mismo tiempo deja un legado sumamente importante porque a través de toda la producción de los casi 50 libros que ha escrito ha llegado a mucha gente, a muchos corazones, a muchos niños, jóvenes y adultos.

En el sepelio realizado en el Parque de las Memorias, la actriz y escritora Melita del Carpio, Presidente del PEN-Cochabamba, dedicó palabras de despedida a quien fuera la fundadora de la filial del PEN en esta ciudad: 

Ya en la despedida definitiva, en el cementerio, sentí que sus propias palabras escritas en 'Cartas a un ángel muerto' podían decir lo que yo estaba sintiendo: 'Cuando muere un escritor, cuando callan los homenajes y se secan las lágrimas, sus libros siguen hablando y es así que nos burlamos de la muerte'.

## Homenajes
Con ocasión de su muerte, la Gobernación de Cochabamba otorgó un reconocimiento en su homenaje.
Como parte de este reconocimiento, considerado la máxima condecoración de la Gobernación, se prevé la apertura de un salón especial en la Casa Departamental de las Culturas, destinado a la difusión de su vida y obra.
El escritor Stefan Gurtner, al rememorar la prolítica trayectoria pedagógica y literaria de la maestra, recordó que 

...durante su gestión en PEN, una vez el gobierno retrasó el pago de un importante premio de literatura, dotado con una suma de dinero, porque el ganador había sido supuestamente “racista” y había publicado artículos de prensa críticos con el Gobierno. 'Una democracia no tiene por qué tener miedo a las palabras', declaró en esa oportunidad valiente y públicamente. 'Sólo las dictaduras tienen miedo a las palabras'. Gaby Vallejo acababa de cumplir 70 años en ese momento y no estaba cansada ni callada para nada, y así fue hasta el día de su sorpresivo fallecimiento.

### Tributo en la Universidad Complutense
El 11 de junio de 2024, recibió un homenaje póstumo en la Universidad Complutense de Madrid, a iniciativa de su compatriota Pilar Pedraza Pérez del Castillo, representante de la filial boliviana del PEN Internacional. Dicho acto se celebró en el salón “Marqués de Valdecilla” de la Biblioteca Histórica de dicha Universidad, como parte de las Octavas Jornadas de Literaturas Hispanoafricanas, un evento que destaca la rica influencia de la lengua árabe en el idioma castellano.
A tiempo de anunciar el homenaje, Pilar Pedraza remarcó:

Será algo más que un homenaje, será la confirmación de que Gaby Vallejo es un nombre inscrito con letras de oro en la literatura mundial, y que la inmortalidad de su obra es un patrimonio de la humanidad...

Aquel tributo a Gaby Vallejo marcó el inicio de las Jornadas de Literaturas Hispanoafricanas, dedicadas este año a las autoras latinoamericanas bajo el lema “Creadoras de América”. La presentación del tema estuvo a cargo de la escritora y socióloga española María Antonia García de León Álvarez. Posteriormente se llevaron a cabo mesas redondas en torno a la obra de destacadas escritoras hispanoamericanas como Elena Poniatowska (México), Rosa del Carpio (Perú), Maruja Vieira (Colombia) y Julia Burgos (Puerto Rico).

### Pabellón ferial infantil en su honor
Durante la XVII Feria Internacional de Libro de Cochabamba, el Recinto Ferial de Alalay inauguró un pabellón bautizado con su nombre, dirigido al público infanto- juvenil.Es un espacio dedicado a niños y adolescentes para fomentar el hábito de la lectura. En este pabellón se realizan actividades educativas como: cuentacuentos, shows de títeres, teatro, juegos de mesa, torneos de cubo Rubik, talleres y conferencias. También cuenta con un "Rincón del arte" donde los niños pueden exhibir sus vocaciones artísticas.

## Obra literaria
Su narrativa ha sido definida como realista. Su novela Hijo de Opa, fue llevada al cine por Paolo Agazzi con el título de Los Hermanos Cartagena; en 2017 su obra literaria fue analizada por Willy Oscar Muñoz, el resultado fue publicado en el libro:  La Narrativa Contestataria y Social de Gaby Vallejo Canedo.

## Obra publicada
- Los vulnerables (1973)
- ¡Hijo de opa! (1977)
- Juvenal Nina (1981)
- Mi primo es mi papá (1989)
- La sierpe empieza en cola (1991)
- Con los ojos cerrados (1993)
- Encuentra tu ángel y tu demonio (1998)
- Castigado (2005)
- Amalia desde el espejo del Tiempo (2012), biografía de Amalia Villa de la Tapia

## Premios y distinciones
Por su trabajo en la educación y la calidad de su obra literaria Vallejo ha recibido numerosas distinciones entre las que se hallan:
- Primera mención del Premio de Novela Erick Guttentag (1970).
- Premio Nacional de Novela Erick Guttentag (1974).
- Lista de Honor Hans Christian Andersen (Oslo, 1988)
- Premio Dante Aliguieri, Accademia Cassentinese, por de Defensa de la Democracia desde la Literatura (Venecia, 1991).
- Premio de Literatura Juvenil, Ministerio de Educación (1996).
- Premio Nacional al Pensamiento y la Cultura (Sucre, 2001).
- Premio Internacional a la Promoción de Lectura (Asahí, 2003).
- Feria Internacional del Libro Infantil (Bolonia, 2003).
- Bandera de Oro, otorgada por el Senado Nacional (2008).
- Medalla al Mérito Cultural (Pro Arte, 2010).
- Condecoración Alejo Calatayud en el Bicentenario de Cochabamba (2010).
- Premio Internacional del Instituto Literario y Cultural Hispánico (Paraguay, 2011).
- Reconocimiento de la Cámara de Diputados de la Asamblea Legislativa Plurinacional (2013).
- Reconocimiento a la trayectoria literaria por la Universidad Mayor de San Simón (2013).
- Embajadora Universal de la Cultura (2019).